# Holcolaetis vellerea
Holcolaetis vellerea là một loài nhện trong họ Salticidae.
Loài này thuộc chi Holcolaetis. Holcolaetis vellerea được Eugène Simon miêu tả năm 1910.